# Alsodes kaweshkari
Espèce
Statut de conservation UICN

 DD  : Données insuffisantes
Alsodes kaweshkari est une espèce d'amphibiens de la famille des Alsodidae.

## Répartition et habitat
Cette espèce est endémique de la commune de Natales dans la province de Última Esperanza dans la région de Magallanes au Chili. Elle se rencontre à Puerto Edén sur l'île Wellington et à Seno Huemules.
Elle vit dans la toundra et dans les forêts composées de Nothofagus betuloides, Embothrium coccineum, Maytenus magellanicus et Drymis winterri.

## Étymologie
Cette espèce est nommée en l'honneur des indiens Kawésqar.

## Publication originale
- Formas, Cuevas & Nuñez, 1998 : A new species of Alsodes (Amphibia: Anura: Leptodactylidae) from southern Chile. Proceedings of the Biological Society of Washington, vol. 111, no 3, p. 521-530 (texte intégral).